# Merkbefreiung
Eine Merkbefreiung ist ein polemisch-ironisches, fiktives Dokument, das den Empfänger auf scherzhafte Art von der sonst unterstellten Pflicht befreit, etwas zu bemerken und auf Argumente von Gesprächspartnern auch einzugehen. Der Begriff ist inzwischen Teil der Internet-Folklore und wurde – angeblich – ursprünglich angeregt durch den Begriff der Sport- und Außendienstbefreiung bei der deutschen Bundeswehr. Im Usenet kursieren mehrere Versionen des Merkbefreiungs-Formulars, das – im Stil des Behördendeutsch abgefasst – amtliche Formulare parodieren soll.
Durch das Veröffentlichen einer Merkbefreiung im Usenet will der Aussteller ausdrücken, dass der Empfänger Beiträge veröffentlicht, die darauf schließen lassen, dass er das Thema nicht versteht sowie dissozial und ignorant agiert. Häufig soll damit auch der Empfänger der Lächerlichkeit preisgegeben werden.